# KOMPSAT-6
KOMPSAT-6 (кор. 아리랑 6호, англ. KOrea Multi-Purpose SATellite — корейский многоцелевой спутник, также известен как Arirang-6) — южнокорейский спутник, предназначен для дистанционного зондирования Земли с пространственным разрешением класса 0,5 метра, мониторинга чрезвычайных ситуаций и стихийных бедствий, а также получения оперативной метеорологической информации и данных о природных ресурсах.

## Запуск
Первоначальный план предполагал запуск спутника ракетой-носителем (РН) «Ангара-1.2» в 2020 году с российского космодрома Плесецк. Контракт на запуск подписали компании International Launch Services (ILS, дочерняя компания ГКНПЦ имени М. В. Хруничева) и Корейский институт аэрокосмических исследований (KARI). Однако, из-за неготовности спутника, запуск переносился сперва на конец 2021 года, а после — на II квартал 2022 года. В начале 2023 года было объявлено о замене ракеты-носителя на Vega-C и переносе срока запуска на IV квартал 2023 года.